# 艾米莉·阿姆斯壯 (音樂家)
艾米莉·瑪西亞·阿姆斯壯（英語：Emily Marcia Armstrong，1986年5月6日—）是一位美國創作歌手及音樂人，以擔任搖滾樂團Dead Sara的主唱兼聯合創辦人為名。她自2005年起活躍於音樂圈，並於2024年起成為知名樂團聯合公園的新任聯合主唱，接替該樂團已故主唱查斯特·班寧頓。

## 早年生活
艾米莉·阿姆斯壯出生並成長於洛杉磯。她受父母影響而一起信奉山達基教。從11歲開始寫歌並學習彈吉他，到了15歲開始演唱。她在高中時輟學，因為她在拿起吉他的那一刻就確定自己想要加入搖滾樂團，對於追求其他事物完全沒有興趣。阿姆斯壯在2012年接受《El Paso Times》採訪時表示，音樂是她人生中唯一讓她保持動力的事情。

## 生涯

### Dead Sara
2002年，阿姆斯壯與吉他手蘇克西·梅德利開始合作，兩人是透過一位共同朋友認識的。他們的音樂品味相似，受到涅槃乐队和L7等樂團的影響，還有1960和1970年代的民謠藍調藝術家以及經典搖滾樂團如齐柏林飞船、史蒂薇·妮克絲、琼尼·米歇尔和佛利伍麥克的啟發。作為創作歌手，阿姆斯壯受到民謠搖滾的強烈影響。她對開放和替代調弦（如琼尼·米歇尔常用的調弦方式）的興趣，成為音樂雜誌《吉他世界》所稱Dead Sara標誌性聲音的關鍵。作為表演者，阿姆斯壯受到伊基·波普和珍妮絲·賈普林等人的影響。
Dead Sara起初名為Epiphany，第一次演出是2005年3月在洛杉磯的The Mint夜店。除了擔任主唱，阿姆斯壯當時也負責彈貝斯。他們在2007年首次進行巡演，並於2010年成立了自己的獨立唱片公司Pocket Kid Records，並於2012年發行了他們的首張同名完整專輯《Dead Sara》。專輯中的首支單曲Weatherman成為獨立搖滾的熱門曲目。在專輯發行後，他們除了在美國和歐洲為包括Muse在內的藝人做暖場表演外，還參加了著名的Warped巡迴巡演。
Dead Sara的第二張專輯《Pleasure to Meet You》以及一張四首歌的迷你專輯《Covers》也由Pocket Kid發行。《Covers》包括涅槃乐队兩個版本的《Heart-Shaped Box》、討伐體制樂團的單曲Killing in the Name以及帕蒂·史密斯的單曲Ask the Angels。2018年，他們發行了迷你專輯《Temporary Things Taking Up Space》，由大西洋唱片發行。他們的第三張專輯《Ain't It Tragic》是在封鎖期間錄製，並於2021年由华纳唱片發行。

### 聯合公園
2024年9月5日，阿姆斯壯宣布加入聯合公園，擔任樂團的新任聯合主唱，接替於2017年逝世的查斯特·班寧頓。她在同一天的線上直播活動中首次亮相，與樂團共同演出並發布了單曲The Emptiness Machine，這首歌是他們即將於2024年11月15日發行的專輯《From Zero》的主打曲。聯合公園也將展開一場橫跨四大洲的六場大型巡演，從9月11日起在加利福尼亚州英格爾伍德的論壇體育館開始演出，並於同年11月11日在哥伦比亚波哥大的MedPlus體育館結束。

## 其他錄音與現場表演
在Dead Sara發行首張專輯之前，阿姆斯壯作為歌手已經獲得了相當的關注。2011年，前傑佛森飛船键盘手格蕾絲·斯里克在接受《华尔街日报》採訪時表示，她非常欣賞阿姆斯壯的「強而有力、充滿緊迫感的聲音」。此外，寇特妮·洛芙也在2010年邀請阿姆斯壯前往紐約，參與空洞樂團專輯《Nobody's Daughter》的錄製。
除了Dead Sara的作品外，阿姆斯壯還與許多知名音樂人合作，這其中包括The Offspring、貝克、黛咪·洛瓦托和門戶合唱團的羅比·克雷格。她也曾與Awolnation共同錄製音樂，並在現場表演中擔任特邀嘉賓，展現她多才多藝的音樂能力。

## 爭議
阿姆斯壯曾因其與山達基教會的關聯以及與被判有罪的強姦犯丹尼·馬斯特森的關係而引發爭議。這些爭議在2024年她加入聯合公園後再次被掀起。最初的爭議源於2023年馬斯特森受審時，當時阿姆斯壯的名字便捲入其中。隨著她成為聯合公園的新任聯合主唱，這些過往的爭議再度成為公眾焦點，引發不少討論和批評。

## 外部連結
- 艾米莉·阿姆斯壯的Instagram帳戶
- 艾米莉·阿姆斯壯的X（前Twitter）